# Edward Williams
Edward Gordon Williams (20. juli 1888 – 12. august 1915) var en britisk roer som deltog i de olympiske lege 1908 i London.
Williams vandt en bronzemedalje i roning under under Sommer-OL 1908 i London. 
Han var styrmand på den britiske otter som kom på en tredjeplads efter en britisk og en belgisk otter. De tabte i semifinalen til den belgiske båd som senere tabte i finalen mod en anden britisk otter. Begge de tabende semifinalister fik bronzemedaljer.